# 恩肯巴赫-阿尔森博恩
恩肯巴赫-阿尔森博恩是德国莱茵兰-普法尔茨州的一个市镇。总面积30.04平方公里，总人口6935人，其中男性3331人，女性3604人（2011年12月31日），人口密度231人/平方公里。

## 友好城市
- 法國 圣米耶勒